# Fredensborg

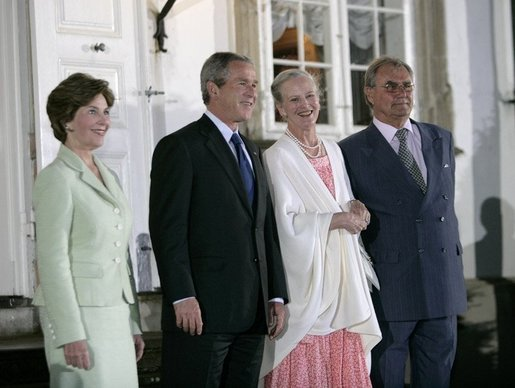
Królowa Małgorzata II z małżonkiem w towarzystwie prezydenta Busha i jego żony podczas wizyty pary prezydenckiej w zamku Fredensborg w 2005 r.

Fredensborg − miasto położone w północnej Zelandii w Danii nad jez. Esrum, pomiędzy Hillerød i Elzynorem. Do roku 2007 miasto było siedzibą władz gminy Fredensbog-Humlebæk, dziś należy do gminy Fredensborg położonej w regionie Region Stołeczny.

## Historia
Miasto powstało wraz z zamkiem ok. 1720 r. i początkowo było jedynie rezydencją podmiejską duńskiej rodziny królewskiej. Zamek został nazwany na pamiątkę pokoju zawartego w 1722 r. i kończącego wielką wojnę północną (duńska nazwa znaczy Zamek Pokoju). Dopiero niedawno Fredensborg stał się miastem w pełnym tego słowa znaczeniu. Uzyskał połączenie kolejowe z Hillerød i z Elzynorem. Znany jest głównie z zamku królewskiego, który jest magnesem przyciągającym odwiedzających Danię turystów.

## Zabytki
- Zamek królewski (Fredensborg Slot) - z pocz. XVIII w. - letnia rezydencja duńskiej rodziny królewskiej i miejsce podejmowania obcych głów państw goszczących z wizytą oficjalną w Danii. Budowę zamku rozpoczął w 1719 r. Fryderyk IV, który na podstawie projektu Johana Corneliusa Kriegera[2] wzniósł główny budynek z latarniami i kopułą, podwyższoną przez Chrystiana VI, oraz pawilony tworzące charakterystyczny ośmiokątny dziedziniec przed głównym budynkiem zamku. Fryderyk V kazał w połowie XVIII w. dobudować do zamku boczne pawilony. W latach 1725–1726 wzniesiono kościół zamkowy. Obecny wygląd zespół pałacowy uzyskał w latach 1774-1776 pod kierownictwem architekta C. F. Harsdorffa i królowej Juliany Marii, która tutaj zresztą zmarła w 1796 r. Zamek otoczony jest rozległym parkiem pałacowym stworzonym w latach 1759-1769. Park, głównie w stylu angielskim, łączy zamek z pobliskim jeziorem Esrum. Aleje parkowe, rozchodzące się promieniście od budynku pałacu, ozdobione są 69 figurami kamiennymi z lat 1764-1784.
- Cmentarz kościoła Asminderød - historyczny cmentarz, na którym spoczywają znani Duńczycy, m.in. autor słów duńskiego hymnu królewskiego "Król Chrystian", Johannes Ewald oraz baletmistrz Opery Królewskiej w Kopenhadze, August Bournonville[3].